# 加梅薩
加梅薩是哥倫比亞的城鎮，位於該國東北部，由博亞卡省負責管轄，距離索加莫索18公里，始建於1585年11月4日，面積117平方公里，海拔高度2,800米，2005年人口4,895。
5°48′N 72°48′W / 5.800°N 72.800°W